# Micropeplinae
Micropeplinae, potporodica kukaca iz porodice kusokrilaca, red Coleoptera. Imenovao ju je Leach, 1815.